# 사우비-시 켕 푸데르
《사우비-시 켕 푸데르》(포르투갈어: Salve-se Quem Puder)는 2020년 방영된 브라질의 텔레노벨라이다.